# Vlag van Elsloo (Limburg)

Vlag van de gemeente Elsloo
(1962-1982)

De vlag van Elsloo is op 17 april 1962 vastgesteld als de gemeentelijke vlag van de voormalige Limburgse gemeente Elsloo. Sinds 1982 is de vlag niet langer als gemeentevlag in gebruik omdat de gemeente Elsloo opging in de gemeente Stein. De vlag kan als volgt worden beschreven:
Drie banen van gelijke hoogte van rood en geel, met in de broektop een van wit en groen gepunte vijfpuntige ster.
De kleuren zijn ontleend aan het dubbelwapen op het gemeentewapen, terwijl de ster Maria symboliseert. Het ontwerp was van de hand van Kl.Sierksma.

## Verwante afbeelding

Wapen van Elsloo

Ambt Montfort 
· Amby 
· Arcen en Velden 
· Baexem 
· Beegden 
· Belfeld 
· Bemelen 
· Berg en Terblijt 
· Bocholtz 
· Born 
· Broekhuizen 
· Cadier en Keer 
· Echt 
· Eijsden 
· Elsloo 
· Eygelshoven 
· Geleen 
· Grathem 
· Grubbenvorst 
· Haelen 
· Heel 
· Heel en Panheel 
· Heer 
· Helden 
· Herten
· Heythuysen 
· Hoensbroek 
· Horn 
· Horst 
· Hulsberg 
· Hunsel 
· Kessel 
· Klimmen 
· Limbricht 
· Linne 
· Maasbracht 
· Maasbree 
· Margraten 
· Meerlo-Wanssum 
· Meijel 
· Melick en Herkenbosch 
· Montfort 
· Munstergeleen 
· Neer 
· Nieuwenhagen 
· Nieuwstadt 
· Nuth 
· Ohé en Laak 
· Onderbanken 
· Ottersum 
· Posterholt 
· Roggel 
· Roggel en Neer 
· Schaesberg 
· Schinnen 
· Sevenum 
· Sint Odiliënberg 
· Sittard 
· Stevensweert 
· Stramproy 
· Susteren 
· Swalmen 
· Tegelen 
· Thorn 
· Ubach over Worms 
· Ulestraten 
· Urmond 
· Valkenburg-Houthem 
· Vlodrop 
· Wessem 
· Wittem